# Додек

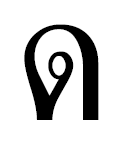

Додек (тайск. เด็ก, дек — «ребёнок») — до, 20-я буква тайского алфавита, обозначает звонкий альвеолярный взрывной согласный. Как инициаль относится к группе аксонклан ( средний класс ). Как финаль  относится к матре мекот ( финаль «Т» ). В пали не используется. В тайской раскладке додек соответствует клавише рус.А. В лаосском алфавите соответствует лаосской букве додек.
Тонирование додек:
| Сиенг саман | Сиенг эк | Сиенг тхо | Сиенг три | Сиенг тьаттава |
| ด           | ด่        | ด้         | ด๊         | ด๋              |

## Ваййакон (грамматика)
- ด้วย ( дуэй ) — предлог, переводимый творительным падежом.
- Док — лаксананам, счётное слово для цветов.
- ดะ ( да ) — аллитеративный префикс в поэзии.